# Municipio de Patzité
Municipio de Patzité är en kommun i Guatemala.   Den ligger i departementet Departamento del Quiché, i den sydvästra delen av landet, 80 km väster om huvudstaden Guatemala City.